# Dyschirus politus
Dyschirus politus är en skalbaggsart som beskrevs av Pierre François Marie Auguste Dejean. Dyschirus politus ingår i släktet Dyschirus och familjen jordlöpare. Inga underarter finns listade i Catalogue of Life.